# パトリック・ボーズ＝ライアン (第15代ストラスモア＝キングホーン伯爵)
第15代ストラスモア＝キングホーン伯爵パトリック・ボーズ＝ライアン（英: Patrick Bowes-Lyon, 15th Earl of Strathmore and Kinghorne、1894年9月22日 - 1949年5月29日）は、イギリスの貴族。ジョージ6世の妻エリザベス・ボーズ＝ライアンの兄、女王エリザベス2世の母方の伯父。1904年から1944年までグラームズ卿の儀礼称号を使用した。

## 略歴
グラームス男爵（のちの第14代ストラスモア＝キングホーン伯爵）クロード・ジョージとその夫人セシリア・ニーナ・キャヴェンディッシュ＝ベンティンク（1862年9月11日 – 1938年6月23日、チャールズ・キャヴェンディッシュ＝ベンティンクの娘で、イギリス首相を務めた第3代ポートランド公の曾孫にあたる）の長男として、1884年9月22日に生まれた。
1904年にスコッツガーズに入隊した後、1905年4月13日に少尉から中尉に昇進した。1909年8月7日に軍職を辞任、12月25日に予備役に編入された。1910年1月1日ロイヤル・スコットランド連隊のブラック・ウォッチ連隊における少佐に任命された。第一次世界大戦ではフランス、ベルギー戦線で戦ったが、1915年7月17日に健康上の理由により辞任した。1934年9月22日、年齢制限に達したことにより予備役から除隊した。
1920年6月19日、フォーファーシャーの副統監に任命された。
1944年11月7日に父が死去すると、ストラスモア＝キングホーン伯爵位を継承した。1949年5月25日に死去し、次男ティモシーが爵位を継承した。

## 家族
1908年11月21日、ドロシー・ベアトリス・ゴルドフィン・オズボーン（Dorothy Beatrice Godolphin Osborne、1946年6月18日没、第10代リーズ公爵ジョージ・オズボーンの三女）と結婚し、2男2女を儲けた。
- ジョン・パトリック（1910年1月1日 - 1941年9月19日） - 生涯未婚、第二次世界大戦の北アフリカ戦線で戦死[9]
- セシリア（1912年 - 1947年） - ケネス・ハリントン少佐と結婚。1923年のヨーク公爵アルバート王子（のちのジョージ6世）と叔母エリザベスの結婚式でブライズメイドを務めた。
- ティモシー（1918年3月18日 - 1972年9月13日） - 第16代ストラスモア＝キングホーン伯爵。アイルランド人看護師メアリー・ブリジット・ブレナンと結婚するが、息子をもうけなかった。ティモシーの死後、爵位はパトリックの甥ファーガス（弟マイケルの息子）が継承した[9]
- ナンシー・モイラ（1918年 - 1959年） - ティモシーの双子の妹。1940年にランス・パーシー・ブラ・ロビンソンと結婚し、クリストファー（1941年生）とサイモン（1945年生）を儲けるが、1950年離婚。1954年にジョン・ブレアと再婚するも、翌1955年死別した。